# 布滕普拉伊尔·钱德里卡·图拉西
P·C·图拉西（1991年8月31日—），全名布滕普拉伊尔·钱德里卡·图拉西（Puthenpurayil Chandrika Thulasi），印度女子羽毛球运动员。

## 簡歷
2012年12月，P·C·图拉西出戰印度羽毛球國際挑戰賽，贏得女子單打冠軍。

## 主要比賽成績
只列出曾進入準決賽的國際賽事成績：
| 年份   | 賽事                 | 公開賽級別 | 項目     | 拍檔      | 成績   |
| ------ | -------------------- | ---------- | -------- | --------- | ------ |
| 2009年 | 樂魚羽毛球國際系列賽 | 國際系列賽 | 女子雙打 | 斯基·雷迪 | 亞軍   |
| 2010年 | 印度羽毛球國際挑戰賽 | 國際挑戰賽 | 女子單打 | －        | 冠軍   |
| 2011年 | 印度羽毛球國際挑戰賽 | 國際挑戰賽 | 女子單打 | －        | 準決賽 |
| 2012年 | 印度羽毛球國際挑戰賽 | 國際挑戰賽 | 女子單打 | －        | 冠軍   |
| 2013年 | 波蘭羽毛球公開賽     | 國際挑戰賽 | 女子單打 | －        | 準決賽 |
| 2014年 | 優霸盃               | 其他       | 女子團體 | －        | 準決賽 |
| 2014年 | 斯里蘭卡羽毛球國際賽 | 國際挑戰賽 | 女子單打 | －        | 冠軍   |
| 2014年 | 亞洲運動會羽毛球比賽 | 其他       | 女子團體 | －        | 銅牌   |
| 2014年 | 巴林羽毛球國際挑戰賽 | 國際挑戰賽 | 女子單打 | －        | 冠軍   |
| 2014年 | 印度羽毛球國際挑戰賽 | 國際挑戰賽 | 女子單打 | －        | 準決賽 |
| 2016年 | 優霸盃               | 其他       | 女子團體 | －        | 季軍   |

| 2007-2017年 | 首要超級賽 | 超級賽 | 黃金大獎賽 | 大獎賽 | 國際挑戰賽 | 國際系列賽 | 未來系列賽 | 其他 |

| 2018-2026年 | 總決賽 | 超級1000賽 | 超級750賽 | 超級500賽 | 超級300賽 | 超級100賽 | 國際挑戰賽 | 國際系列賽 | 未來系列賽 | 其他 |